# Паманки

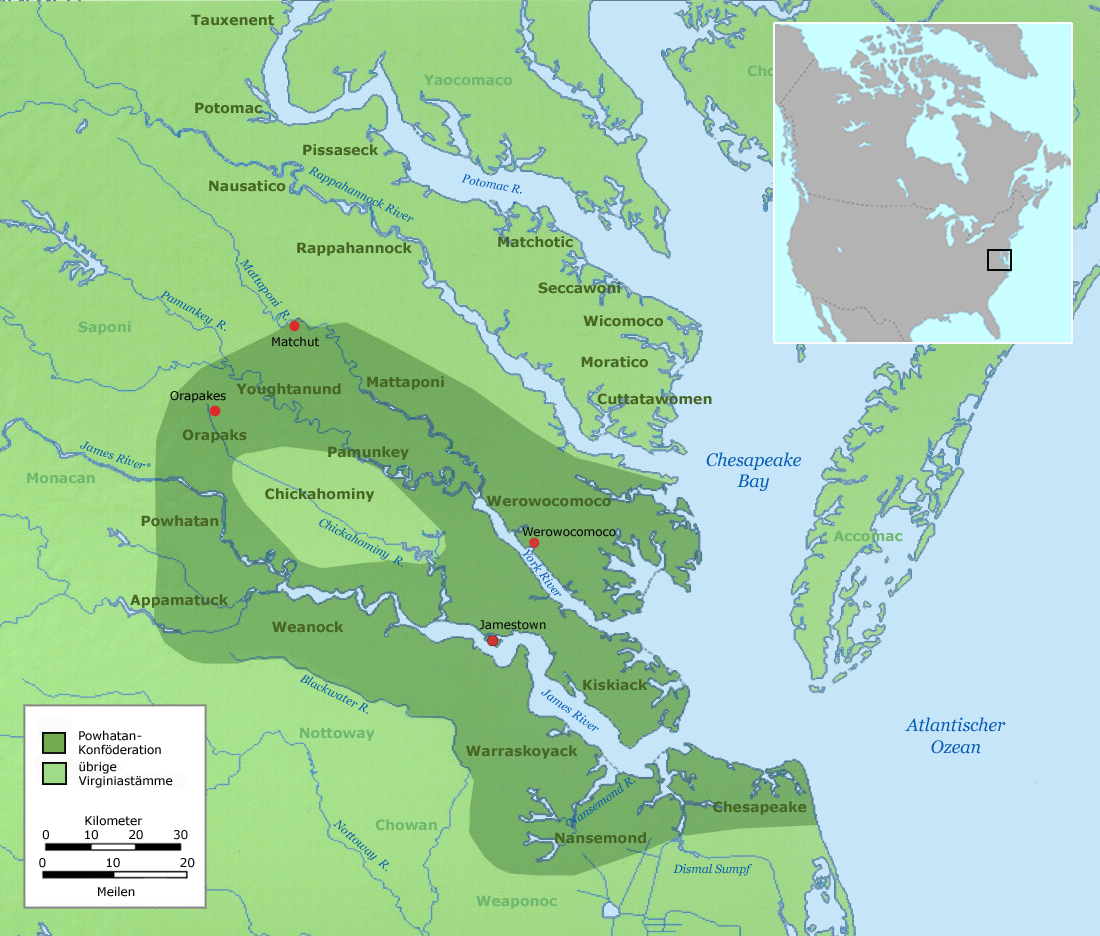
Традиционная территория паманки и соседних племён

Паманки, также памунки (англ. Pamunkey) — племя североамериканских индейцев алгонкинской языковой группы, являлось одним из шести основных племён Поухатанской конфедерации. Традиционные земли племени находились в прибрежном регионе вдоль реки Паманки на территории современного американского штата Виргиния. Паманки одно из двух индейских племён Виргинии, которое имеет резервацию ещё с колониальных времён, племя также было первым в штате, получившим федеральное признание.

## История
К 1607 году, когда первые английские поселенцы основали Джеймстаун, паманки жили в поселениях вдоль реки Паманки в основном на территории современного округа Кинг-Уильям. Они говорили на диалекте алгонкинского языка и были одним из шести основных племен поухатанской конфедерации, политического союза алгонкиноязычных племён. Будучи частью конфедерации, паманки участвовали в периодах вражды между англичанами и индейцами, которые стали известны как англо-поухатанские войны. 22 марта 1622 года индейцы во главе с вождём паманки Опечанканоу совершили набег на английские поселения, убив 350 колонистов в результате скоординированного нападения. В ответ на его  широкомасштабные атаки англичане ответили ответными мерами, которые чуть было не привели к полному уничтожению поухатанской конфедерации. Конфликт был прекращён после того, как англичанам удалось в 1646 году захватить в плен Опечанканоу. Колонисты провели его как заключённого через Джеймстаун перед глумящейся толпой. Вождь был убит английским поселенцем, который был поставлен его охранять. Перед своей смертью Опечанканоу сказал: «Если бы мне посчастливилось взять сэра Уильяма Беркли в плен, я бы не стал подло выставлять его напоказ перед моим народом».
После гибели Опечанканоу поухатанская конфедерация стала приходить в упадок. В том же году был подписан первый договор между преемником Опечанканоу, Некотовансом, и властями колонии. Договор установил границы между землями, отведенными для племён Виргинии, и теми, которые теперь считались собственностью английских колонистов. Эти границы нельзя было пересекать, если это не было связано с официальными делами. Договор также установил традицию ежегодной выплаты индейцами дани губернатору Виргинии — обычай, который продолжался долгие годы.
Во время восстания Бэкона паманки были одним из нескольких племён, подвергшихся нападению колониального ополчения. В 1676 году Натаниэл Бэкон и его последователи напали на паманки, захватив в плен нескольких членов племени и убив других. Восстание закончилось в 1677 году и лидер племени Кокакоске подписала мирный договор 1677 года. Она встретилась с комитетом горожан и членами губернаторского совета в Джеймстауне, чтобы предложить дополнительных людей для защиты колонии от враждебных племён и напомнить колониальным политикам о воинах паманки, которые были убиты, сражаясь бок о бок с колонистами. Кокакоске также попросила Генеральную ассамблею Виргинии освободить тех, кто был взят в плен, и восстановить собственность паманки. Договор подтвердил ежегодные выплаты дани и включил сиуанские и ирокезские племена Виргинии в число индейцев-данников колониального правительства. Правительство Виргинии выделило больше земель для индейских резерваций, но потребовало от них, в свою очередь, признать, что они и их народы были подданными короля Англии.
На протяжении всего XVIII века лидеры племени прилагали большие усилия по сохранению и защите своей резервации, в то время, как многие другие племена Виргинии были вынуждены уступить большую часть своих земель колонистам, а оставшуюся — разделили на наделы. Томас Джефферсон писал, что к концу XVIII века паманки «почти избежали примеси других рас», они сохранили свой язык и «у них на реке Паманки есть около 300 акров очень плодородной земли».

## Современное положение

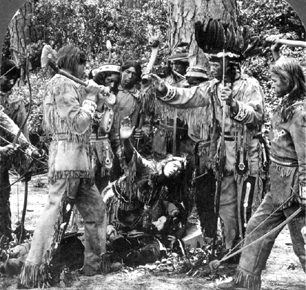
Члены племени паманки воспроизводят историю Покахонтас. Фотография сделана в 1910 году

Штат Виргиния всегда признавал племя паманки, официальные отношения с которым восходят к договорам 1646 и 1677 годов. Однако, поскольку на момент заключения этих договоров Соединённых Штатов не существовало, между паманки и федеральным правительством не существовало никаких официальных отношений. В 1982 году племя начало процесс подачи заявки на федеральное признание. Их официальная заявка встретила противодействие со стороны американской компании MGM Casino, которая опасалось потенциальной конкуренции со своим планируемым казино в округе Принс-Джорджес в штате Мэриленд, и со стороны членов афроамериканской фракции Конгресса США, которые отметили, что племя исторически запрещало смешанные браки между индейцами и чернокожими. Запрет на межрасовые браки, который долгое время не выполнялся и был официально отменен в 2012 году, был пережитком попытки племени обойти закон о расовой неприкосновенности 1924 года, который признавал только белых и цветных людей.
Бюро по делам индейцев первоначально заявило, что паманки выполнили свои требования для федерального признания в январе 2014 года, но окончательное решение неоднократно откладывалось до 2 июля 2015 года, когда племя было признано на федеральном уровне. В феврале 2016 года паманки одержали победу в суде по оспариванию их права на существование в качестве политического образования. 

## Население
По оценкам ученых и историков, когда в 1607 году англичане прибыли в Виргинию, численность поухатанской конфедерации составляла от 14 000 до 21 000 человек, а самих паманки насчитывалось около 1000 человек. Когда была создана резервация Паманки, её население в течение длительного времени составляло 150 человек. Молодым мужчинам приходилось уезжать в города в поисках работы, их число постепенно сокращалось. Многие женились за пределами резервации и уезжали, поскольку закон племени разрешал мужчинам привозить свою жену иного происхождения в Паманки, но девушка, которая выходила замуж за чужака, должна была уехать и проживать за пределами резервации. Более того, любые представители племени, которые покидали резервацию на два года и не возвращались, лишались любых привилегий как члены племени.
В 1910 году насчитывалось 85 членов племени, а в 1930 — 203. Согласно переписи населения США в 2010 году было 315 паманки.